# Celorico de Basto
Celorico de Basto ist eine Kleinstadt (Vila) und ein Kreis (Concelho) in Portugal mit 17.643 Einwohnern (Stand 19. April 2021).

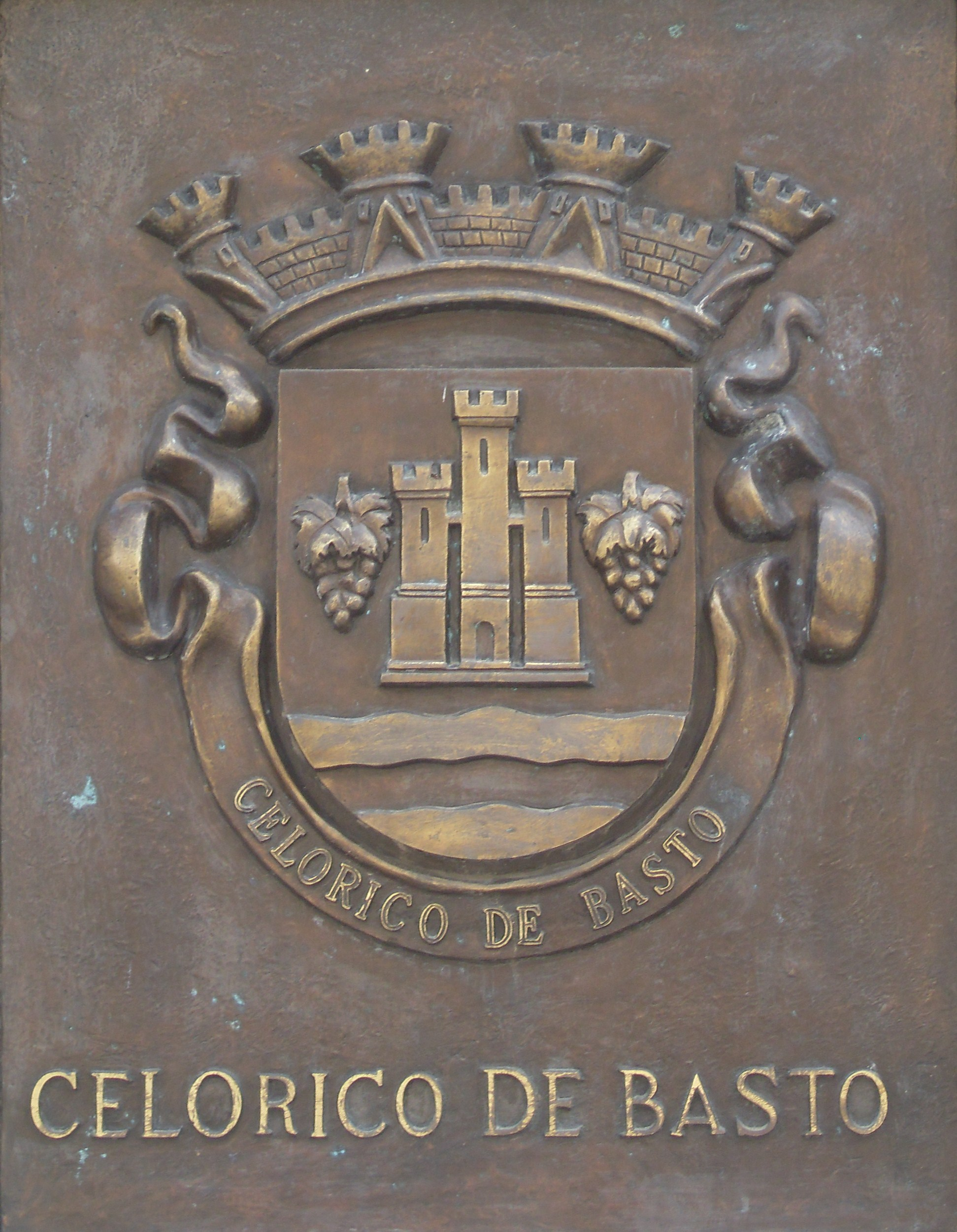
Wappen an der Kathedrale von Braga

## Geschichte
Die Römer trafen hier auf eine bereits bestehende keltische Siedlung namens Celióbrigo oder Celóbriga. Aus den folgenden Epochen der Westgoten und der Mauren ist nicht viel bekannt. Im Verlauf der Reconquista erlangte die Gegend einige strategische Bedeutung, und die Burgen von Celorico de Basto und von Arnoias wurden angelegt, einige Zeit vor Unabhängigkeit des Königreich Portugals ab 1140.
1520 erhielt Celorico de Basto Stadtrechte. Ab dem 17. Jahrhundert entstanden eine Reihe Herrenhäuser im Kreis, zumeist von in Brasilien zu Reichtum gekommenen Auswanderern. Der Sitz des Kreises war in einem einfachen Gebäude an der Burg Castelo de Arnoia untergebracht, bis er im April 1719 unter dem Namen Vila Nova de Freixieiro in die Gemeinde Britelo verlegt wurde.

## Verwaltung

### Kreis
Celorico de Basto ist Sitz eines gleichnamigen Kreises (Concelho). Die Nachbarkreise sind (im Uhrzeigersinn im Norden beginnend): Cabeceiras de Basto, Mondim de Basto, Amarante, Felgueiras sowie Fafe.
Mit der Gebietsreform im September 2013 wurden mehrere Gemeinden zu neuen Gemeinden zusammengefasst, sodass sich die Zahl der Gemeinden von zuvor 22 auf 15 verringerte.
Die folgenden Gemeinden (Freguesias) liegen im Kreis Celorico de Basto:

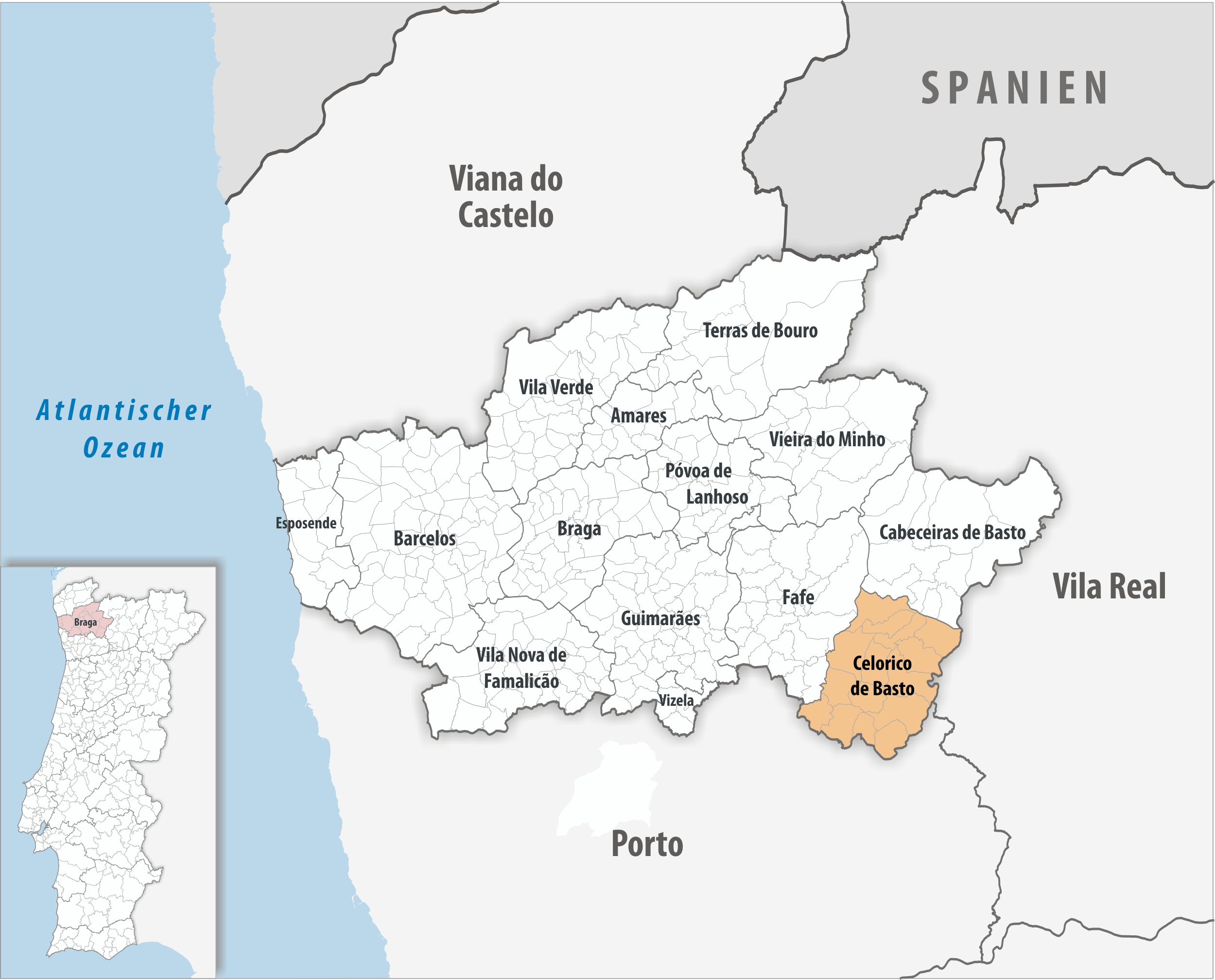
Kreis Celorico de Basto

| Gemeinde                  | Einwohner (2021) | Fläche km² | Dichte Einw./km² | LAU- Code |
| ------------------------- | ---------------- | ---------- | ---------------- | --------- |
| Agilde                    | 1.159            | 9,01       | 129              | 030501    |
| Arnóia                    | 1.512            | 18,73      | 81               | 030502    |
| Borba de Montanha         | 1.116            | 10,89      | 102              | 030503    |
| Britelo, Gémeos e Ourilhe | 3.431            | 17,17      | 200              | 030523    |
| Caçarilhe e Infesta       | 510              | 11,48      | 44               | 030524    |
| Canedo de Basto e Corgo   | 1.101            | 13,23      | 83               | 030525    |
| Carvalho e Basto          | 942              | 10,03      | 94               | 030526    |
| Codeçoso                  | 388              | 10,70      | 36               | 030508    |
| Fervença                  | 1.057            | 12,05      | 88               | 030510    |
| Moreira do Castelo        | 584              | 6,14       | 95               | 030515    |
| Rego                      | 1.032            | 17,09      | 60               | 030517    |
| Ribas                     | 900              | 8,28       | 109              | 030518    |
| São Clemente de Basto     | 1.381            | 15,41      | 90               | 030520    |
| Vale de Bouro             | 818              | 7,89       | 104              | 030521    |
| Veade, Gagos e Molares    | 1.712            | 12,99      | 132              | 030527    |
| Kreis Celorico de Basto   | 17.643           | 181,09     | 97               | 0305      |

### Bevölkerungsentwicklung
| Einwohnerzahl im Kreis Celorico de Basto (1801–2011) | Einwohnerzahl im Kreis Celorico de Basto (1801–2011) | Einwohnerzahl im Kreis Celorico de Basto (1801–2011) | Einwohnerzahl im Kreis Celorico de Basto (1801–2011) | Einwohnerzahl im Kreis Celorico de Basto (1801–2011) | Einwohnerzahl im Kreis Celorico de Basto (1801–2011) | Einwohnerzahl im Kreis Celorico de Basto (1801–2011) | Einwohnerzahl im Kreis Celorico de Basto (1801–2011) | Einwohnerzahl im Kreis Celorico de Basto (1801–2011) | Einwohnerzahl im Kreis Celorico de Basto (1801–2011) |
| ---------------------------------------------------- | ---------------------------------------------------- | ---------------------------------------------------- | ---------------------------------------------------- | ---------------------------------------------------- | ---------------------------------------------------- | ---------------------------------------------------- | ---------------------------------------------------- | ---------------------------------------------------- | ---------------------------------------------------- |
| 1801                                                 | 1849                                                 | 1900                                                 | 1930                                                 | 1960                                                 | 1981                                                 | 1991                                                 | 2001                                                 | 2011                                                 | 2017                                                 |
| 25.573                                               | 21.381                                               | 20.134                                               | 22.684                                               | 24.392                                               | 22.671                                               | 21.477                                               | 20.466                                               | 20.098                                               | 19.264                                               |

### Kommunaler Feiertag
- 25. Juli

### Städtepartnerschaften

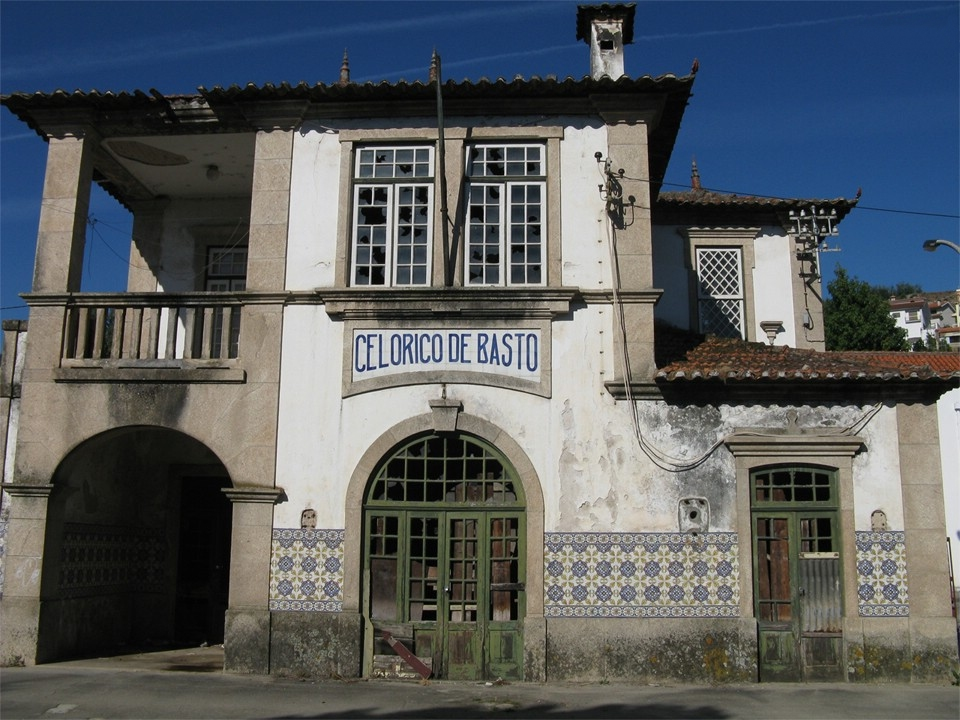
Der alte Bahnhof von Celorico de Basto

- Luxemburg: Wiltz (seit 2004)
- Frankreich: Houilles (seit 2006)
- Brasilien: Catanduva[5][6]

## Verkehr
Bis zur Einstellung der Eisenbahnstrecke Linha do Tâmega im Jahr 2009 war Celorico de Basto an das Schienennetz des Landes angebunden.
Über die Nationalstraße N210 ist der Ort an die 18 km nördlich verlaufende Autobahn A7 angeschlossen.

## Söhne und Töchter der Stadt
- João Pinto Ribeiro (1590–1649), Jurist, Archivar der Torre do Tombo, Christusritter, Aktivist der portugiesischen Unabhängigkeitsbewegung 1640
- João Marinho Coelho Barros, Vater von Irineu Marinho und Onkel von Roberto Marinho
- Ilídio de Araújo (* 1925), Landschaftsarchitekt
- António Ribeiro (1928–1998), ab 1967 Erzbischof von Braga, zuvor bekannt durch eine eigene Fernsehsendung
- Augusto César Alves Ferreira da Silva (* 1932), Altbischof von Portalegre-Castelo Branco
- Rodrigo Manuel Lopes de Sousa e Castro (* 1944), Militär, Aktivist der Nelkenrevolution